# Redoxpotential (Bodenkunde)
Das Redoxpotential des Bodens (Eh-Wert) ist eine wichtige Messgröße, die grob betrachtet einen Anhaltspunkt für die Sauerstoffverfügbarkeit im Boden gibt. Diese ist abhängig vom Verhältnis oxidierter und reduzierter Stoffe im Boden. Je größer der Anteil reduktiver Formen ist, desto reduktiver ist das Redoxpotential.

## Redoxsysteme im Boden
Stoffe können je nach ihrem Redoxpotential oxidiert oder reduziert vorliegen. Wichtige Redoxsysteme im Boden betreffen die Elemente Eisen, Mangan, Kohlenstoff, Stickstoff und Schwefel. Das Redoxpotential beeinflusst viele zentrale Vorgänge im Boden wie Nährstoffhaushalt (Löslichkeit), biologische Aktivität (Zersetzungsrate, Aerobie/Anaerobie) oder Verwitterung.
Eisen ist maßgeblich an der Bodenfärbung beteiligt. In seiner oxidierten Form Fe(III) ist es – in Abhängigkeit von den Klimaverhältnissen – braun (Goethit) oder rötlich (Hämatit) und schwer löslich. Die reduzierte Form Fe(II) ist grau und leicht löslich.
Mangan ist weniger deutlich sichtbar, da seine Konzentration im Boden geringer ist. Die reduzierte Form ist leicht löslich und farblos. Die oxidierte Form dagegen schwer löslich und schwarz.

## Böden mit reduktiven/oxidativen Verhältnissen
Böden weisen reduktive Verhältnisse auf, wenn lange Zeit sauerstoffarmes Wasser ansteht, oder wenn eine überreiche Versorgung mit Nährstoffen vorliegt, durch die Mikroorganismen alle leicht nutzbaren Elektronenakzeptoren wie Sauerstoff aufbrauchen. Stark reduktive Horizonte werden auch Reduktionshorizonte genannt, die leicht an ihrer typischen grauschwarzen Farbe und ihrem Schwefelverbindungsgeruch erkennbar sind. Diese sind charakteristisch für Grundwasserböden wie Gleye und Marschen, aber auch in künstlichen, extrem stark angereicherten Böden wie auf Müllkippen.
Gut belüftete, nicht überversorgte Böden sind oxidativ. Treten Übergänge zwischen reduktiven und oxidativen Bereichen auf, kommt es zur Verlagerung von Eisen- und Manganionen. Dies führt zu den Effekten der Hydromorphie, also Konkretionen und Rostflecken im Boden, wobei zwischen Vergleyung (Grundwassereinfluss) und Pseudovergleyung (Stauwassereinfluss) unterschieden wird.

## Feldmessung
Das Verhältnis zwischen Elektronenauf- und -abnahme wird mit einer Messkette über die Potentialdifferenz in Millivolt mV ermittelt. In der Feldbodenkunde erfolgt dies in der Regel in mindestens zwei verschiedenen Bodentiefen wie z. B. in 30 cm und 90 cm. Dafür wird mit einem Bohrstock ein Loch bis in die gewünschte Tiefe geschlagen, die (Platin-)Elektrode eingeführt und der Hohlraum wieder sorgfältig mit Bodenmaterial verschlämmt. Dies sollte nach Möglichkeit einige Tage (mindestens mehrere Stunden) vor dem Messtermin erfolgen, um das Gleichgewicht des Bodens zu erfassen und nicht die Luftzufuhr durch die Bohrung. Das Potential wird mit einer Bezugselektrode (AgCl) gemessen, die in den Oberboden gesteckt wird.
Fehlerquellen: Die Messung gibt meist nur einen groben Anhaltspunkt über die Redoxeigenschaften des Bodens wieder, da dieser durch das Bohrloch und die Einschlämmung nachhaltig gestört werden kann. Außerdem ist der Bodenkörper oft an sich inhomogen (Aggregate, Porensystem) und das Redoxpotential kann sich bereits innerhalb sehr kleiner Distanzen ändern. Besonders starke Schwankungen treten in marmorierten Horizonten wie den Go- oder Sw-Horizonten auf, in denen oxidative und reduktive Bereiche vorkommen. Ferner beeinflussen Sickerwasser bei hohen Niederschlägen oder der Grundwasserstand die Messung. Unterschiede um 100 mV im Laufe eines Jahres sind keine Seltenheit. Bei starken Grundwasserschwankungen können diese im Bereich von bis zu 800 mV liegen.
Zusätzlich können Fehler durch mangelnden Kontakt des Bodens zur Elektrode, träge Messketten, nicht erfasste Redoxpaare, oder Beläge auf der Elektrode verfälscht werden. So wird die Elektrode durch Schwefelwasserstoff „vergiftet“ oder durch Carbonatbeläge inaktiviert.
Trotz dieser Fehler ist das gemessene Redoxpotential ein wertvoller Anhaltspunkt für die Bedingungen im Boden, vor allem die Sauerstoffversorgung.

## Ergebnisinterpretation
Generell gilt: Je höher der Messwert (in mV), desto oxidativer ist das System. Im Boden tritt eine Spanne auf, die etwa −300 mV (stark reduktiv) bis +800 mV (stark oxidativ) abdeckt.
Wichtige Unterteilungen sind:
- > 550 mV = vollständige Sauerstoffzufuhr
- < 500 mV = Beginn Nitratatmung
- < 330 mV = Sauerstoff fehlt völlig (Anaerobie)
- < 150 mV = Fe(III) wird zu Fe(II) reduziert (Boden wird grau)
- < − 50 mV = Beginn Sulfatatmung (Boden wird schwarz, Geruch nach faulen Eiern)
- < −120 mV = Beginn der Veratmung organischer Substanz (Methanbildung)

## Einfluss des pH-Werts
Auch der pH-Wert beeinflusst das Redoxpotential: alkalische pH-Werte senken es tendenziell ab, während saure Werte es ansteigen lassen. Die Messung erfolgt in der Regel bei pH 7. Der pH-Wert muss erfasst werden, sofern das Messgerät diesen nicht automatisch berücksichtigt. Dabei gilt: Je pH-Stufe aufwärts müssen 50–100 mV addiert werden und je pH-Stufe abwärts 50–100 mV subtrahiert. Bei durchschnittlichen Boden-pH-Werten wird oft der Faustwert 59 mV verwendet.
Wird das Ergebnis auf Wasserstoff umgeschrieben, so ergibt dies den rH-Wert, der in der Literatur häufig verwendet wird.
rH = Eh/28,75 + 2 * pH-Wert
Die so neu bestimmten Werte laufen von rH 0 (reduktiv) bis rH 41 (oxidativ). Die Unterschreitung von 15 leitet Reduktionshorizonte ein. Bei rH > 30 herrscht nahezu vollständige Oxidation.
Umgekehrt beeinflussen Oxidation und Reduktion auch den pH-Wert.